# Alioune Sène (athlétisme)
Pour les articles homonymes, voir Alioune Sène et Sène.
Alioune Sène (né le 3 février 1996 à Dakar au Sénégal) est un athlète français, spécialiste du saut à la perche. Il mesure 1,86 m pour 78 kg et s'entraîne avec Gérald Baudouin à l'INSEP depuis septembre 2017.

## Biographie
Il commence l'athlétisme à 12 ans. Il commence par le saut en hauteur puis passe rapidement à la perche. Il s'entraîne au Clermont Athlétisme Auvergne avec Matthieu Boisrond et Fabrice Le Monnier jusqu'en septembre 2017 où il rejoint le groupe de Gérald Baudouin à l'INSEP.
Le 19 juillet 2015, en égalant son record de 5,30 m, il remporte la médaille de bronze lors des Championnats d'Europe juniors à Eskilstuna en Suède.
Le 20 mai 2018, à l'occasion du second tour des Interclubs élite à Aix-les-Bains, il porte son record personnel à 5,70 m et remporte le concours. Cette marque est également synonyme de minimas européens pour les Championnats d'Europe de Berlin.
Le 12 juillet 2019, il porte son record personnel à 5,72 m.

## Palmarès

### International
| Date | Compétition                   | Lieu       | Résultat | Marque |
| ---- | ----------------------------- | ---------- | -------- | ------ |
| 2015 | Championnats d'Europe espoirs | Eskilstuna | 3e       | 5,30 m |
| 2018 | Championnats d'Europe         | Berlin     | 12e      | 5,30 m |

### National
- Championnats de France d'athlétisme
  -  2e du saut à la perche en 2019
- Championnats de France d'athlétisme en salle
  -  3e du saut à la perche en 2019
  -  Vainqueur du saut à la perche en 2023

## Records
| Épreuve          | Épreuve   | Marque | Lieu      | Date           |
| ---------------- | --------- | ------ | --------- | -------------- |
| Saut à la perche | Plein air | 5,73 m | Pontoise  | 16 juin 2021   |
| Saut à la perche | En salle  | 5,74 m | Tourcoing | 5 février 2022 |